# Výmladkový les

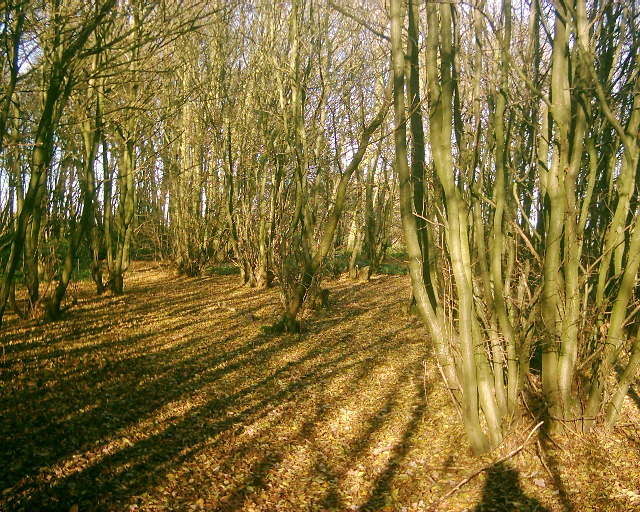
Výmladkový les

Výmladkový les (synonyma: nízký les, pařezina) je tvar lesa, který vzniká z pařezových a kořenových výmladků. Není tedy na rozdíl od lesa vysokokmenného ani uměle vysazen či vyset, ani nevzniká přirozenou obnovou (náletem). Využívá se schopností některých dřevin tvořit pařezové kořenové výmladky. Kmenové (pňové) výmladky neboli vlky byly využívány k oklestnému hospodaření (například známé „hlavaté“ vrby). Způsob hospodaření spočívá v tom, že se dobře zmlazující listnaté porosty, většinou nízko u země, naholo pokácí a s vyrostlými výmladky se dále hospodaří (prořezávají se a periodicky kácejí). Takto ošetřené exempláře vytvářejí z výmladků tzv. polykormony. Nejčastějšími dřevinami ve výmladkovém lese bývaly buky, duby, habry, vždy s příměsí mnoha dalších dřevin. Na zamokřených půdách kralovala ve výmladkových lesích olše.

## Výmladnost různých dřevin
Výmladky pařezové i kořenové vyráží olše šedá, jilmy, javor babyka, třešeň, slivoně, akát, topoly, mnoho druhů vrb, rakytník řešetlákový a většina keřů. Téměř výlučně pařezovou výmladnost mají: buk lesní, habr, duby, jírovec maďal, jasan, javory, břízy, olše lepkavá, lípy, hrušně a jabloně, jeřáb břek, jeřáb ptačí, jeřáb muk z jehličnanů zejména tis červený. Pro tvorbu výmladků je důležitá výška pařezů, stáří kmenů, poloha kořenů a jejich hloubka pod povrchem atp.

## Význam

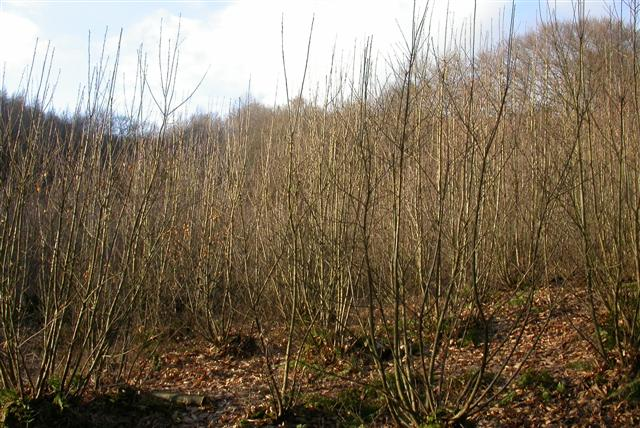
mladá pařezina

Dominantní část produkce výmladkového lesa tvoří málo kvalitní a hůře zpeněžitelné palivové dříví. V minulosti poskytoval také dříví vhodné na výrobu kolářského zboží (trakaře, dřevěná kola...) a dřevěného nářadí nebo násad. Ačkoliv tento tvar lesa nepřináší ani velký, ani zvláště cenný finanční výnos (ve srovnání s lesem vysokokmenným ve stejných podmínkách), výnos nastává dříve a opakuje se častěji než u lesa vysokého (vysokokmenného). Nízký les je možno za podmínky dosažení vyrovnanosti pěstovat na podstatně menší ploše. Neomezuje tolik okolní zemědělskou produkci a je snadnější na obhospodařování. Velmi dobře odolává škodlivým činitelům jako jsou bořivý vítr, oheň, nebo žír škůdců. Naproti tomu daleko více trpí na pozdní mrazy. V důsledku krátkých, rychle za sebou jdoucích obmýtí klesá kvalita půdy, a tím i výše výnosu. Pouze velmi úrodné, na živiny bohaté půdy, jsou v tomto výjimkou. Proto je tento způsob hospodaření nevhodný pro chudá stanoviště. I na živných půdách nastupuje nejpozději po 2–3 obmýtích při absenci hnojení vyčerpání.
Výmladkový les byl často využíván k pasení dobytka, což částečně zlepšovalo kvalitu půdy, a také ke získávání krmiva tzv. letniny při letním prořezávání.
V souvislosti s přesunem priorit lesního hospodářství od produkce paliva k produkci kvalitního stavebního nebo truhlářského řeziva zájem o výmladkové lesy upadal a tyto tvary byly od počátku 20. století a zejména po 2. světové válce vesměs převáděny na lesy vysokokmenné.
Určitým typem výmladkového lesa jsou vrbovny sloužící produkci košíkářského proutí.
Od počátku 21. století dochází k pomalé renesanci výmladkových lesů zejména v souvislosti s úvahami o pěstování energetické biomasy na zemědělské nebo lesní půdě. V úvahu přicházejí zejména rychle rostoucí kultivary topolů a vrb. Někdy takové výmladkové lesy bývají označovány také jako topolové nebo vrbové plantáže.